# エクスタミネーター2
『エクスタミネーター2』は、1984年に制作、公開されたアメリカ合衆国のバイオレンス・アクション映画。『エクスタミネーター』（1980年）の続編。

## 概要
今作はキャノン・フィルムズのメナヘム・ゴーランとヨーラン・グローバスが制作、主人公のジョンが火炎放射器や清掃車を改造した装甲車を駆使して極悪ストリートギャング団と闘う姿が描かれており、前作を上回るスケールでストーリーは展開される。

## 日本での公開
前作とは違い日本では劇場公開されず、3年後の1987年に「日曜洋画劇場」で初公開された。

## キャスト
| 役名           | 俳優                         | 日本語吹替   |
| 役名           | 俳優                         | テレビ朝日版 |
| -------------- | ---------------------------- | ------------ |
| ジョン         | ロバート・ギンティ           | ささきいさお |
| X              | マリオ・ヴァン・ピーブルズ   | 樋浦勉       |
| キャロライン   | デボラ・ゲフナー             | 小山茉美     |
| ビージー       | フランキー・フェイソン       | 内海賢二     |
| スパイダー     | レジー・ロック・バイスウッド | 中村秀利     |
| マックス       | ジェシー・アラゴン           | 鈴木勝美     |
| スティッチ     | マーク・ヴァハニアン         | 小室正幸     |
| レッドラット   | ブルース・スモラノフ         | 村山明       |
| ターボ         | アリー・グロス               | 津田英三     |
| モンスター     | アーウィン・キーズ           | 石塚運昇     |
| アイズ         | スコット・ランドルフ         | 山口健       |
| マフィアのボス | マーク・バンツマン           | 大木民夫     |

- テレビ朝日版：初回放送1987年12月27日『日曜洋画劇場』※BD収録

声の出演その他：曽我部和恭、徳丸完、秋元羊介、島香裕、松岡文雄、近藤多佳子、小島敏彦、岡のりこ、さとうあい
演出：小山悟、翻訳：岩本令、制作：東北新社